# Журов, Георгий Викторович
Георгий Викторович Журов — украинский киновед. Кандидат искусствоведения (1947).

## Биография
Родился 6 мая 1902 года в Москве в семье театрального певца и режиссёра Журио Журини. Закончил в 1931 году Киевский институт кинематографии, а в 1943 году аспирантуру Всесоюзного государственного института кинематографии. Был ассистентом кинооператора и начальником цеха звуковых фильмов на Одесской кинофабрики ВУФКУ, звукооператором на «Киевской кинофабрике «Украинфильм»», заместителем начальника сектора телевидения и звукозаписи Всесоюзного радиокомитета, сотрудником и преподавателем ряда научных и учебных заведений и учреждений Москвы, Алма-Аты, Киева (1930—1947).
Работал старшим научным сотрудником отдела киноведения Института искусствоведения, фольклора и этнографии им. М. Т. Рыльского АН УССР (1947—1962).
Печатался с 1947 года. Автор книг:
- «Развитие украинского киноискусства» (К., 1958);
- «Украинское советское киноискусство. 1930—1941» (К., 1959, в соавторстве);
- «Из прошлого кино на Украине» (К., 1959);
- «Кино на Западе» (К., 1961);
- «Киевская киностудия им. А. П. Довженко» (К., 1962);
- «Кинематографическая жизнь столицы Советской Украины» (К., 1983, в соавторстве);
- раздел в «Истории советского кино» (1969);
- ряд статей в сборниках «Из истории кино», во всесоюзной и республиканской прессе.

Был членом Союза кинематографистов Украины.
Умер 20 октября 1988 года в Киеве.